# Каунакакај
Каунакакај (енгл. Kaunakakai) насељено је место за статистичке потребе у америчкој савезној држави Хаваји. По попису становништва из 2010. у њему је живело 3.425 становника.

## Демографија
Према попису становништва из 2010. у граду је живело 3.425 становника, што је 699 (25,6%) становника више него 2000. године.
| Група             | 2000.       | 2010.       |
| Белци             | 229 (8,4%)  | 505 (14,7%) |
| Афроамериканци    | 1 (0,0%)    | 17 (0,5%)   |
| Азијати           | 784 (28,8%) | 762 (22,2%) |
| Хиспаноамериканци | 152 (5,6%)  | 203 (5,9%)  |
| Укупно            | 2.726       | 3.425       |